# Josée Chouinard
Pour les articles homonymes, voir Chouinard.
Josée Chouinard, née le 21 août 1969 à Rosemont (Québec), est une ancienne patineuse artistique québécoise. Elle a su captiver le cœur de milliers de Canadiens par son sourire tant renommé et ses prestations artistiques.

## Biographie

### Carrière sportive
Durant sa carrière chez les amateurs, elle a connu quelques succès au niveau international, malgré une inconstance qui l'a empêchée de briller dans les grandes compétitions. Aux Jeux olympiques de Lillehammer, elle a eu la malchance de patiner après Tonya Harding qui avait stoppé sa performance pour un problème de lacet cassé. Harding a été autorisée à se retirer pour changer le lacet et de patiner plus tard ; Josée a été appelée plus tôt que prévu sur la patinoire et a livré une performance plus ou moins assurée.
Elle a quitté les rangs amateurs en 1994, pour y revenir à l'automne 1995. Elle a connu une excellente performance aux compétitions du Grand Prix (3e à Skate Canada ; 1re au Trophée de France). Elle s'est qualifiée pour la toute première finale du Grand Prix, où elle a terminé troisième. Aux championnats du Canada de 1996, Josée a tenté de se qualifier pour les Championnats du monde d'Edmonton. Il n'y avait qu'une seule place disponible chez les femmes ; malheureusement Josée a terminé au deuxième rang.

### Reconversion
Elle est retournée définitivement dans les rangs professionnels en 1996. Elle a participé à des tournées de spectacles et des compétitions de patinage professionnelles. Elle s'est retirée définitivement du patinage vers 2004 pour se consacrer à une carrière d'entraîneur et de chorégraphe. Elle travaille, entre autres, avec la Japonaise Yoshie Onda.

### Famille
Josée est mariée à l'ancien patineur en couple, Jean-Michel Bombardier. Ils sont parents de jumeaux, Fiona et Noah, depuis janvier 2005.

## Palmarès
| Compétition             | 1989    | 1990    | 1991    | 1992    | 1993    | 1994    | 1995    | 1996    |  |  |  |  |  |  |
| Jeux olympiques d'hiver |         |         |         | 9e      |         | 9e      |         |         |  |  |  |  |  |  |
| Championnats du monde   |         |         | 6e      | 5e      | 9e      | 5e      |         |         |  |  |  |  |  |  |
| Championnats du Canada  | 7e      | 3e      | 1re     | 2e      | 1re     | 1re     | F       | 2e      |  |  |  |  |  |  |
|                         |         |         |         |         |         |         |         |         |  |  |  |  |  |  |
| Grand Prix ISU          | 1988/89 | 1989/90 | 1990/91 | 1991/92 | 1992/93 | 1993/94 | 1994/95 | 1995/96 |  |  |  |  |  |  |
| Finale du Grand Prix    |         |         |         |         |         |         |         | 3e      |  |  |  |  |  |  |
| Skate America           | 11e     |         |         | 9e      |         |         |         |         |  |  |  |  |  |  |
| Skate Canada            |         |         | 1re     |         | 3e      |         |         | 3e      |  |  |  |  |  |  |
| Coupe d'Allemagne       |         |         |         | 8e      |         | 4e      |         |         |  |  |  |  |  |  |
| Trophée de France       |         |         |         |         |         |         |         | 1re     |  |  |  |  |  |  |
| Trophée NHK             |         |         | 4e      |         | 9e      |         |         |         |  |  |  |  |  |  |
| Légende : F = Forfait   |         |         |         |         |         |         |         |         |  |  |  |  |  |  |